# Memphis (Kunstraum)
Der Kunstraum Memphis ist ein unabhängiger, nicht-kommerzieller Projektraum für zeitgenössische Kunst auf Untere Donaulände 12 in der Stadtgemeinde Linz in Oberösterreich. Seit seiner Gründung im Jahr 2014 organisiert Memphis ein vielseitiges Programm mit Ausstellungen, Performances, Workshops und Vorträgen mit Beiträgen von lokalen wie internationalen Künstlern und Theoretikern.

## Ausrichtung
Der Kunstraum verfolgt eine interdisziplinäre Ausrichtung und versteht sich als Ort der kritischen Auseinandersetzung mit gegenwärtigen gesellschaftlichen Entwicklungen. Dabei steht die Reflexion über politische, soziale und wirtschaftliche Zusammenhänge im Mittelpunkt. Memphis agiert experimentell und prozessorientiert – häufig in Kooperation mit externen Partner – und entwickelt künstlerische Formate, die über traditionelle Ausstellungspraxis hinausgehen.
Das Ausstellungsprogramm umfasst sowohl Einzel- als auch Gruppenausstellungen sowie Workshops, Lesungen, Vorträge und performative Formate. Die Veranstaltungen thematisieren unter anderem Fragen von Macht, Identität, Ökologie, Bildproduktion oder urbanem Raum. In seiner kuratorischen Ausrichtung reagiert Memphis stets auf aktuelle gesellschaftliche Entwicklungen und experimentiert mit neuen Formen der Kunstvermittlung.
Ein wiederkehrendes Element des Programms sind die jährlich erscheinenden Memphis-Editionen. Diese präsentieren Editionen von Künstler*innen, die im Laufe des Jahres mit Memphis gearbeitet haben, und unterstützen so sowohl den Kunstraum als auch die beteiligten Kunstschaffenden.

## Ausgewählte Projekte
- Kongress der Wissenden (9.–10. September 2022): Ein zweitägiges Veranstaltungsformat unter der Donaulände beim Lentos Kunstmuseum, das alternative Wissensformen in den Mittelpunkt stellte. In Workshops, Performances und Gesprächen teilten eingeladene Experten – darunter Künstler, Aktivisten und Theoretiker – ihre Perspektiven zu Themen wie Erinnerung, Identität und kollektiver Erfahrung.
- Klassenfahrt (11. April 2017): Diese performative Exkursion in Athen wurde als künstlerisch-pädagogisches Reiseformat konzipiert. Die Teilnehmer*innen begaben sich gemeinsam auf Spurensuche im urbanen Raum und setzten sich vor Ort mit politischen und kulturellen Fragestellungen auseinander. Das Projekt entstand im Rahmen einer Zusammenarbeit mit der Athens Biennale.
- Memphis Editionen: Seit 2020 veröffentlicht Memphis jährlich limitierte Künstler*innen-Editionen. Die Memphis-Editionen zeichnen sich durch eine Vielfalt künstlerischer Handschriften und Perspektiven aus und reflektieren die Ausstellungen der vergangenen Jahre.